# Aziz Yıldırım

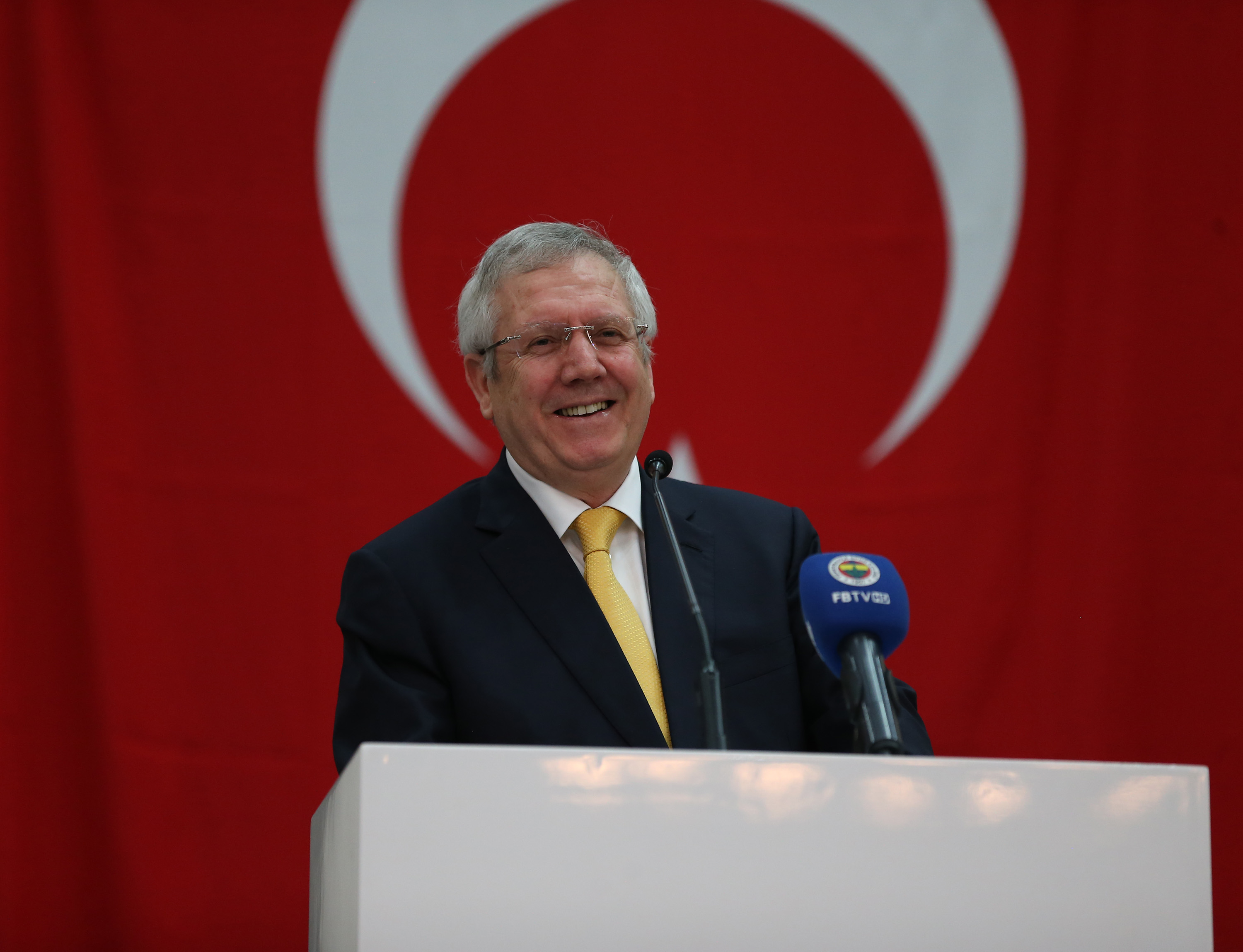
Aziz Yıldırım

Aziz Yıldırım (Diyarbakır, 2 november 1952) is een Turkse architect en de voormalige voorzitter van de Turkse sportclub Fenerbahçe.
Yıldırım groeide op in zijn geboorteplaats Diyarbakır. Hij verhuisde later naar Ankara om te studeren aan het architecteninstituut van Ankara. Yıldırım rondde zijn schoolperiode met succes af en behaalde zijn diploma als architect. Later richtte hij zijn eigen architectenfirma op, genaamd Maktaş Mühendislik. In de loop van de jaren ontwikkelde de huidige voorzitter van Fenerbahçe zich tot een verdienstelijk zakenman.

## Fenerbahçe
In 1990 maakte Yıldırım voor het eerst deel uit van het bestuur van Fenerbahçe onder de toenmalige voorzitter Metin Aşık. Ook in de periodes waarbij de populaire Ali Şen het voorzitterschap vervulde, maakte Yıldırım deel uit van het bestuur. Op 15 februari 1998 werd Yıldırım gekozen tot voorzitter. Enkele malen gaf hij aan te willen aftreden (in 2001 en 2006) maar hij kwam op zijn idee terug. Vooral de supporters speelden hierbij een sterke rol, zij waren namelijk uiterst tevreden met hun voorzitter. Aziz Yıldırım heeft sinds zijn aantreden voor veel investeringen gezorgd. Zo heeft hij het verouderde Şükrü Saracoğlu Stadion in 7 jaar laten ombouwen tot een 5-sterren voetbaltempel (vanaf 1999 tot 2006). Ook creëerde hij een eigen merk voor de Fenerbahçe-fans genaamd Fenerium. Ook liet hij in korte tijd luxe trainingscomplexen bouwen. Met het "nieuwe" stadion lanceerde de voorzitter ook de zogenaamde clubcards. Deze geven toegang tot iedere thuiswedstrijd en zorgen voor vele kortingen, die ook in de Europese wedstrijden erg nuttig zijn.

## Einde voorzitterschap
Aziz Yıldırım's regeerperiode van 20 jaar als voorzitter van de in Istanbul gevestigde sportclub Fenerbahçe eindigde op 3 juni 2018 toen Ali Yıldırım Koç, een derde generatie lid van de rijkste familie van Turkije, een grote overwinning boekte op het verkiezingscongres van de club.
Koç won 16.092 van de 20.736 uitgebrachte stemmen, terwijl Yıldırım 4.644 stemmen kreeg.

## Conflicten
Zo populair Aziz Yıldırım is voor de fans van Fenerbahçe, zo onpopulair is hij bij de rest van de voetballiefhebbers in Turkije. Zo worden er veel spotprenten en clips gemaakt, waarvan bedoeld is een negatief beeld in zijn naam op te zetten. De voorzitter is onder andere bekend om zijn harde uitspraken over zijn collega's, vooral de voorzitters van Beşiktaş JK en Galatasaray krijgen er flink van langs. De voorzitter van Fener probeert dan ook deze twee collega's zo veel mogelijk te vermijden. Hierdoor wordt Fenerbahçe vaak buitengesloten bij de voorzittersvergaderingen van de Turkse voetbalclubs. Ook bij de media is Yıldırım niet de meest populaire. Yıldırım beschuldigt de Turkse media ervan dat ze steeds hem afkraken en zo proberen Fenerbahçe te 'verminken'. Met de voorzitter van de Turkse voetbalbond (Haluk Ulusoy) is Yıldırım ook geen grote vrienden. De voorzitter beschuldigt Ulusoy ervan dat hij zijn club probeert te vernietigen en dat hij de andere topclubs Beşiktaş en Galatasaray voortrekt. Hevige woordenwisselingen tussen deze twee voorzitters komen regelmatig voor.
Op 3 juli 2011 is hij aangehouden op verdenking van omkoping bij wedstrijden en het uitdelen van aanmoedigingspremies en het opzetten van een criminele organisatie. Hij zou mogelijk in totaal 14 clubs in de Turkse competitie hebben omgekocht.
Sinds 2 juli 2012 is Aziz Yıldırım voorwaardelijk vrij. Hij is in hoger beroep gegaan voor de straf die hij heeft gekregen. In het begin van het proces zou Aziz Yıldırım in 19 wedstrijden aanmoedigingspremies uitgedeeld hebben, nu een jaar later zijn dat er maar 4 vanwege gebrek aan bewijs en dat aantal vermindert.  Op 17 januari 2014 werd zijn gevangenisstraf van 6 jaar en 3 maanden bevestigd door het hof van cassatie 
De "Türk Futbolu Şike Davası" was een grootschalige rechtszaak waarin beschuldigingen van matchfixing en manipulatie van voetbalwedstrijden in Turkije werden onderzocht. Aziz Yıldırım, die lange tijd de voorzitter van Fenerbahçe was, werd beschuldigd van betrokkenheid bij deze vermeende praktijken. Echter, op 27 december 2021 werden Aziz Yıldırım en alle betrokkenen vrijgesproken van de beschuldigingen, waarbij de rechter concludeerde dat er onvoldoende bewijs was om hen schuldig te verklaren.
De vrijspraak bracht echter ook aan het licht dat sommige aanklagers mogelijk deel uitmaakten van een groter complot en werden geassocieerd met de Fethullahistische Terreurorganisatie (FETÖ), een controversiële beweging in Turkije. Er zijn aanwijzingen dat sommigen de voetbalzaak gebruikten om Fenerbahçe te schaden, aangezien de club de oudste en grootste sportvereniging in Turkije is en een belangrijke maatschappelijke rol speelt. Het onderzoek naar deze vermeende samenzwering en het mogelijke doel om de Turkse samenleving te ontwrichten, loopt nog steeds.
Na de vrijspraak loopt er ook een proces om compensatie te verkrijgen voor Fenerbahçe en alle betrokken personen die ten onrechte beschuldigd werden, waaronder Aziz Yıldırım.
Aziz Yıldırım blijft een belangrijke figuur in het Turkse voetbal en zijn betrokkenheid bij de "Türk Futbolu Şike Davası" zal ongetwijfeld blijven resoneren in de geschiedenis van het Turkse voetbal en de juridische wereld.
.